# 克里斯·菲尔德
克里斯·菲尔德（英語：Katie O'Brien Field）是一位生活在美国加利福尼亚州洛杉矶的唱作人、作曲家兼音乐家。他在圣费尔南多谷长大，年轻时在洛杉矶为包括电吉他、爵士乐和摇滚乐在内多个流派的团体演奏吉他。他学会了如何通过将路德维希·范·贝多芬和謝爾蓋·謝爾蓋耶維奇·普羅科菲耶夫的作品合成到计算机中来谱写音乐。通过自己在音乐领域的联系，菲尔德结识了两个开创音乐库的朋友，并开始为该公司创作曲目。
菲尔德为许多电影预告片谱曲，其中包括《X战警》、《哈利波特：神秘的魔法石》、《极限特工》、《王牌大賤諜3》、《终结者3：机器的崛起》、《卢旺达饭店》、《金赛性学教授》、《加勒比海盗：黑珍珠号的诅咒》、《加勒比海盗2：聚魂棺》和《指环王：护戒使者》。他作曲的第一部电影预告片是《光豬六壯士》，还为《指环王》系列电影谱写了一段名为的曲目，这段曲目之后用在了班·史提勒执导的《開麥拉驚魂》中，以戏中戏的形式出现。
菲尔德于年发行了自己的第一张唱片（直译为《潜意识》），这张唱片在、亚马逊网站和博德斯书店上均有销售。唱片获得了正面评价，乐评人称赞其拥有“出色的组合和编排，一流的表演”以及“明确的视角”。

## 早年生活和家庭
菲尔德在圣费尔南多谷长大，年轻时在洛杉矶为包括电吉他、爵士乐和摇滚乐在内多个流派的团体演奏吉他。年他购买了第一台电脑，并用其来学习音乐创作和制作。他尝试将路德维希·范·贝多芬和謝爾蓋·謝爾蓋耶維奇·普羅科菲耶夫的音乐组合起来，并将之电子化后输入自己的计算机中。2006年菲尔德在接受采访时表示自己的妻子凯蒂·奥布莱恩·菲尔德（Katie O'Brien Field）帮忙宣传了他的音乐。

## 事业

### 电影预告片
菲尔德通过演奏吉他认识了米奇·里耶斯基（Mitch Lijewski），后者又把蒂姆·斯提顿（Tim Stithem）介绍给他，里耶斯基和斯提顿共同创办了，菲尔德从此开始为这家公司作曲。菲尔德为许多电影的预告片作曲，他的作品包括《X战警》、《哈利波特：神秘的魔法石》、《极限特工》、《王牌大賤諜3》、《终结者3：机器的崛起》、《卢旺达饭店》、《金赛性学教授》、《加勒比海盗：黑珍珠号的诅咒》、《加勒比海盗2：聚魂棺》和《指环王：护戒使者》等。
菲尔德作曲的第一部电影预告片是1997年的英国喜剧《光豬六壯士》，这部作品是他和同样为工作的一位朋友马克·格里斯基（Mark Griskey）一起完成的。菲尔德对创作这部电影预告片的音乐过程做出了这样的表述：“预告片就像是部一分来钟的微型电影，有着它自己的感觉和形式。预告片的音乐是非常激烈并且直截了当的，这听起来很简单，但却花了我好些年才真正弄明白。我把它称为摇滚交响乐，因为其中有交响乐的元素，有时还有合唱，同时也有许多像鼓点这样的摇滚乐元素不断地堆积起来。”
《指环王》系列电影的几部预告片中都使用了菲尔德创作的曲目， 其中第一部预告片在电影院首度放映时受到粉丝的热烈欢迎。之后，这段曲目被班·史提勒用在《開麥拉驚魂》一段戲中戲的虚构电影预告片中。菲尔德还创作了一段包含弦乐的曲目（直译为《视野》），这段曲目被用在2007年电影《赎罪》预告片的末尾。

### 个人作品
2006年，菲尔德发行了自己的第一张唱片。其中包含了西北交响乐团演奏的交响乐。他推出这张唱片来作为一种从电影预告片作曲跳转到独奏艺术家的事业转变方式。菲尔德在音乐创作过程中会使用Logic Pro和MIDI，然后再将生成的文件和MP3一起交给负责编排的人，后者将使用终端软件将之转化成乐谱。菲尔德的这张唱片在、亚马逊网站和博德斯书店上均有销售。
网站的杰米·邦克（Jamie Bonk）给予该唱片正面评价，他在评论中写道：“考虑到这是作曲家、制作人兼多种乐器演奏家克里斯·菲尔德的第一张唱片，‘’有着杰出的表现。出色的组合和编排，一流的表演，还有最重要的一点：明确的视角。”

## 唱片
曲目列表
| Sub-Conscious | Sub-Conscious | Sub-Conscious |
| 曲序          | 曲目          | 时长          |
| ------------- | ------------- | ------------- |
| 1.            | Floating      | 3:33          |
| 2.            | Ave Maria     | 5:34          |
| 3.            | Five          | 6:07          |
| 4.            | Days          | 4:33          |
| 5.            | D&A           | 5:48          |
| 6.            | Blue          | 14:08         |
| 7.            | Mother        | 4:22          |
| 8.            | Sub-Conscious | 5:29          |
| 总时长：      | 总时长：      | 49:34         |

## 作品年表
以下是菲尔德创作的所有音乐列表。

### 电影
| 年份     | 片名                                                | 类型                         | 导演                     | 制片商                |
| -------- | --------------------------------------------------- | ---------------------------- | ------------------------ | --------------------- |
| 1997     | 《光豬六壯士》                                      | 预告片作曲                   | 彼得·卡坦纽              | 二十世紀福斯          |
| 1999     | 《神奇寶貝劇場版：夢幻之神奇寶貝 洛奇亞爆誕》       | 预告片作曲                   | 湯山邦彥                 | 华纳兄弟              |
| 2000     | 《重返荣耀》                                        | 预告片作曲                   | 勞勃·瑞福                | 梦工厂                |
| 2000     | 《拜見岳父大人》                                    | 预告片作曲                   | 杰伊·罗奇                | 环球影业              |
| 2000     | 《十全大補男》                                      | 预告片作曲                   | 霍华德·达奇              | 华纳兄弟              |
| 2000     | 《X战警》                                           | 预告片作曲                   | 布萊恩·辛格              | 二十世紀福斯          |
| 2000     | 《整九码》                                          | 预告片作曲                   | 乔纳森·林恩              | 华纳兄弟              |
| 2001     | 《黑鷹計劃》                                        | 预告片作曲                   | 雷利·史考特              | 哥倫比亞電影公司      |
| 2001     | 《大敵當前》                                        | 预告片作曲                   | 让-雅克·阿诺             | 派拉蒙電影公司        |
| 2001     | 《高斯福大宅謀殺案》                                | 预告片作曲                   | 勞勃·阿特曼              | 焦点影业              |
| 2001     | 《哈利波特：神秘的魔法石》                          | 预告片作曲                   | 克里斯·哥伦布            | 华纳兄弟              |
| 2001     | 《指环王：护戒使者》                                | 预告片作曲                   | 彼得·杰克逊              | 新線影業              |
| 2001     | 《神奇寶貝劇場版：雪拉比 穿梭時空的相遇》           | 预告片作曲                   | 湯山邦彥                 | 米拉麥克斯影業        |
| 2002     | 《王牌大賤諜3》                                     | 预告片作曲                   | 杰伊·罗奇                | 新線影業              |
| 2002     | 《纽约黑帮》                                        | 预告片作曲                   | 马丁·斯科塞斯            | 米拉麥克斯影業        |
| 2002     | 《时时刻刻》                                        | 预告片作曲                   | 斯蒂芬·达尔德里          | 米拉麥克斯影業        |
| 2002     | 《K-19：寡妇制造者》                                | 预告片作曲                   | 凯瑟琳·毕格罗            | 派拉蒙電影公司        |
| 2002     | 《指环王：双塔奇兵》                                | 预告片作曲                   | 彼得·杰克逊              | 新線影業              |
| 2002     | 《玛德莲堕落少女》                                  | 预告片作曲                   | 彼得·穆兰                | 米拉麥克斯影業        |
| 2002     | 《神奇寶貝劇場版：水都的守護神 拉帝亞斯與拉帝歐斯》 | 预告片作曲                   | 湯山邦彥                 | 米拉麥克斯影業        |
| 2002     | 《紅龍》                                            | 预告片作曲                   | 布莱特·拉特纳            | 环球影业              |
| 2002     | 《毁灭之路》                                        | 预告片作曲                   | 山姆·曼德斯              | 梦工厂                |
| 2002     | 《极限特工》                                        | 预告片作曲                   | 罗布·科恩                | 哥倫比亞電影公司      |
| 2003     | 《少年特工科迪》                                    | 预告片作曲                   | 哈罗德·兹瓦特            | 米高梅公司            |
| 2003     | 《冷山》                                            | 预告片作曲                   | 安东尼·明格拉            | 米拉麥克斯影業        |
| 2003     | 《夜魔俠》                                          | 预告片作曲                   | 马克·斯蒂文·约翰逊       | 二十世紀福斯          |
| 2003     | 《圣诞精灵》                                        | 预告片作曲                   | 強·法夫洛                | 新線影業              |
| 2003     | 《千尸屋》                                          | 预告片作曲                   | 罗布·赞比                | 狮门影业              |
| 2003     | 《怒海爭鋒：極地征伐》                              | 预告片作曲                   | 彼得·威尔                | 二十世紀福斯          |
| 2003     | 《单身男子俱乐部》                                  | 预告片作曲                   | 托德·菲利普斯            | 梦工厂                |
| 2003     | 《加勒比海盗：黑珍珠号的诅咒》                      | 预告片作曲                   | 高爾·韋賓斯基            | 华特迪士尼影片        |
| 2003     | 《壮志奔腾》                                        | 预告片作曲                   | 蓋瑞·羅斯                | 环球影业              |
| 2003     | 《终结者3：机器的崛起》                             | 预告片作曲                   | 乔纳森·莫斯托            | 索尼影視娛樂          |
| 2004     | 《飞行者》                                          | 预告片作曲                   | 马丁·斯科塞斯            | 米拉麥克斯影業        |
| 2004     | 《地獄怪客》                                        | 预告片作曲                   | 葛雷摩·戴托羅            | 索尼影視娛樂          |
| 2004     | 《卢旺达饭店》                                      | 预告片作曲                   | 特瑞·乔治                | 米高梅公司            |
| 2004     | 《金赛性学博士》                                    | 预告片作曲                   | 比尔·康顿                | 福克斯探照灯影业      |
| 2005     | 《酷狗寶貝之魔兔詛咒》                              | 预告片作曲                   | 尼克·帕克和斯蒂夫·博克斯 | 梦工厂                |
| 2005     | 《世界大战》                                        | 预告片作曲                   | 斯蒂芬·斯皮尔伯格        | 派拉蒙電影公司/梦工厂 |
| 2006     | 《博物館驚魂夜》                                    | 预告片作曲                   | 肖恩·利维                | 二十世紀福斯          |
| 2006     | 《加勒比海盗2：聚魂棺》                             | 预告片作曲                   | 高爾·韋賓斯基            | 华特迪士尼影片        |
| 2007     | 《赎罪》                                            | 预告片作曲                   | 喬·萊特                  | 焦点影业              |
| 2007     | 《贝奥武夫》                                        | 预告片作曲                   | 羅拔·湛米基斯            | 派拉蒙電影公司        |
| 2007     | 《荒野生存》                                        | 预告片作曲                   | 西恩·潘                  | 派拉蒙優勢影業        |
| 2007     | 《加勒比海盗3：世界的尽头》                         | 预告片作曲                   | 高爾·韋賓斯基            | 华特迪士尼影片        |
| 2008     | 《陌生的孩子》                                      | 预告片作曲                   | 克林·伊斯威特            | 环球影业              |
| 2008     | 《公爵夫人》                                        | 预告片作曲                   | 索尔·迪勃                | 派拉蒙優勢影業        |
| 2008     | 《鬼镇》                                            | 预告片作曲                   | 大卫·凯普                | 派拉蒙電影公司        |
| 2008     | 《隔离区》                                          | 预告片作曲                   | 约翰·埃里克·道达尔       | 索尼影視娛樂          |
| 2008     | 《拒绝再战》                                        | 预告片作曲                   | 金伯莉·皮尔斯            | 派拉蒙電影公司        |
| 2008     | 《華爾基利暗殺行動》                                | 预告片作曲                   | 布萊恩·辛格              | 米高梅公司            |
| 2008     | 《瓦力》                                            | 预告片作曲                   | 安德鲁·斯坦顿            | 沃尔特·迪士尼电影公司 |
| 2009     | 《帕納大師的魔幻冒險》                              | 预告片作曲                   | 特里·吉列姆              | 狮门娱乐              |
| 2009     | 《怪獸大戰外星人》                                  | 第四十三届超级碗商业广告作曲 | 康拉德·弗农和罗伯·莱特曼 | 派拉蒙電影公司        |
| 2010     | 《魔境夢遊》                                        | 预告片作曲                   | 蒂姆·伯顿                | 华特迪士尼影片        |
| 2010     | 《魔法保姆麦克菲2》                                 | 预告片作曲                   | 苏珊娜·怀特              | 环球影业              |
| 2010     | 《瑜伽熊》                                          | 预告片作曲                   | 埃里克·布雷维格          | 华纳兄弟              |
| 2011     | 《牛仔和外星人》                                    | 预告片作曲                   | 強·法夫洛                | 环球影业              |
| 2011     | 《惊天战神》                                        | 预告片作曲                   | 塔西姆·辛                | 相对论传媒            |
| 2011     | 《暮光之城4：破曉》                                 | 预告片作曲                   | 比尔·康顿                | 顶峰娱乐              |
| 2012     | 《黑衣人3》                                         | 预告片作曲                   | 巴里·索南菲尔德          | 哥倫比亞電影公司      |
| 2012     | 《家长指导》                                        | 预告片作曲                   | 安迪·菲克曼              | 二十世紀福斯          |
| 2013     | 《傑克：巨人戰紀》                                  | 预告片作曲                   | 布萊恩·辛格              | 新線影業              |
| 2013     | 《大明星世界末日》                                  | 预告片作曲                   | 伊凡·戈博                | 索尼影業              |
| 2013     | 《羅密歐與茱麗葉》                                  | 预告片作曲                   | 卡洛·卡萊                | 相對論傳媒            |
| 2013     | 《怪獸大學》                                        | 预告片作曲                   | 丹·史坎倫                | 華特迪士尼影業集團    |
| 2014     | 《大尋寶家》                                        | 预告片作曲                   | 喬治·克隆尼              | 索尼影業              |
| 2014     | 《星際異攻隊》                                      | 预告片作曲                   | 詹姆斯·岡恩              | 華特迪士尼影業集團    |
| 2014     | 《E-Team》                                          | 预告片作曲                   | 凱蒂·雪佛尼/羅斯·考夫曼  | Netflix               |
| 2015至今 | 《BMG/X-Ray Dog》                                   | 预告片作曲                   | International/Domestic   | Various               |

### 视频游戏
| 年份 | 游戏                | 类型           | 开发商         | 公司     |
| ---- | ------------------- | -------------- | -------------- | -------- |
| 2004 | 《創世紀X：奧德賽》 | 作曲，管弦配乐 | Origin Systems | 美国艺电 |
| 2010 | 《Lord of Ultima》  | 作曲           | EA Phenomic    | 美国艺电 |

## 扩展阅读
- Bonk, Jamie. . ZoneMusicReporter.com (Core Solutions, LLC). 2006-07  [2013-10-03]. （原始内容存档于2010-11-30）.
- Hamm, Jennifer. . Los Angeles Daily News (Los Angeles, California: MediaNews Group). 2001-01-13: 6  [2013-10-03]. （原始内容存档于2013-10-05）.
- Steinblatt, Jim. . Playback Magazine (ASCAP: The American Society of Composers, Authors, and Publishers). 2006 Summer  [2013-10-03]. （原始内容存档于2011-05-24）.
- Vilaghy, Gergely. . Trailer Music News (www.trailermusicnews.com). 2009-08-07  [2012-08-16]. （原始内容存档于2012-08-16）.